# Liste der russischen Handballmeister der Männer
Nachfolgend sind alle (Hallen-)Handballmeister der Männer von Russland aufgelistet.

## Bisherige Meister
| Saison  | Verein                                           |
| ------- | ------------------------------------------------ |
| 1991/92 | nicht ausgetragen                                |
| 1992/93 | GK Universitet Lesgaft-Newa Sankt Petersburg (1) |
| 1993/94 | ZSKA Moskau (1)                                  |
| 1994/95 | ZSKA Moskau (2)                                  |
| 1995/96 | GK Kaustik Wolgograd (1)                         |
| 1996/97 | GK Kaustik Wolgograd (2)                         |
| 1997/98 | GK Kaustik Wolgograd (3)                         |
| 1998/99 | GK Kaustik Wolgograd (4)                         |
| 1999/00 | ZSKA Moskau (3)                                  |
| 2000/01 | ZSKA Moskau (4)                                  |
| 2001/02 | GK Medwedi Tschechow (5)                         |
| 2002/03 | GK Medwedi Tschechow (6)                         |
| 2003/04 | GK Medwedi Tschechow (7)                         |
| 2004/05 | GK Medwedi Tschechow (8)                         |
| 2005/06 | GK Medwedi Tschechow (9)                         |
| 2006/07 | GK Medwedi Tschechow (10)                        |
| 2007/08 | GK Medwedi Tschechow (11)                        |
| 2008/09 | GK Medwedi Tschechow (12)                        |
| 2009/10 | GK Medwedi Tschechow (13)                        |
| 2010/11 | GK Medwedi Tschechow (14)                        |
| 2011/12 | GK Medwedi Tschechow (15)                        |
| 2012/13 | GK Medwedi Tschechow (16)                        |
| 2013/14 | GK Medwedi Tschechow (17)                        |
| 2014/15 | GK Medwedi Tschechow (18)                        |
| 2015/16 | GK Medwedi Tschechow (19)                        |
| 2016/17 | GK Medwedi Tschechow (20)                        |
| 2017/18 | GK Medwedi Tschechow (21)                        |
| 2018/19 | GK Medwedi Tschechow (22)                        |

## Statistik

### Alle Titelträger
| Anzahl der Titel | Verein (frühere Vereinsnamen)                |
| ---------------- | -------------------------------------------- |
| 22               | GK Medwedi Tschechow (ZSKA Moskau) 1         |
| 4                | GK Kaustik Wolgograd                         |
| 1                | GK Universitet Lesgaft-Newa Sankt Petersburg |

### Rekordmeister
- 1993–1994: GK Universitet Lesgaft-Newa Sankt Petersburg (1)
- 1994–1995: GK Universitet Lesgaft-Newa Sankt Petersburg und ZSKA Moskau (je 1)
- 1995–1997: ZSKA Moskau (2)
- 1997–1998: ZSKA Moskau und GK Kaustik Wolgograd (je 2)
- 1998–2001: GK Kaustik Wolgograd (3–4)
- 2001–2002: GK Kaustik Wolgograd und ZSKA Moskau (je 4)
- seit 2002: GK Medwedi Tschechow (5–22)